# Vohilava
Vohilava – miasto i gmina na Madagaskarze. Należy do dystryktu Nosy Varika, który jest częścią regionu Vatovavy-Fitovinany. W spisie ludności z 2001 roku, ludność gminy oszacowano na 15 tys.
W mieście dostępna jest szkoła podstawowa. Około 98% mieszkańców gminy to rolnicy. Najważniejszą uprawą jest ryż, a inne ważne uprawy to kawa i maniok. Usługi zapewniają zatrudnienie dla zaledwie 2% populacji gminy.